# House party

House party à Denver

Une house party représente, surtout en Angleterre, en Irlande, aux États-Unis, au Canada en Australie, mais aussi en France, les soirées où un groupe d'adolescents ou jeunes adultes se réunit dans une habitation privée, autant que possible en l'absence voire à l'insu des parents, pour y écouter ou jouer de la musique, danser, flirter, et souvent consommer des boissons alcoolisées auxquels les plus jeunes n'auraient normalement pas accès dans les lieux publics.

## Dans la culture cinématographique
Exemples de films dont une grande partie de la durée est en rapport avec les house parties :
- House Party
- Projet X

D'autres teen movies tournés aux États-Unis incluent dans leur scénario une house party.